# Сільвіо Вокррі
Сільвіо Вокррі (алб. Silvio Vokrri; нар. 25 травня 2001) — албанський футболіст, який виступає на позиції захисника українського клубу «Ворскла» (Полтава).